# Amboy
Amboy är en ort i Argentina.   Den ligger i provinsen Córdoba, i den centrala delen av landet, 600 kilometer väster om huvudstaden Buenos Aires. Amboy ligger 628 meter över havet och antalet invånare är 168.
Terrängen runt Amboy är platt åt sydost, men åt nordväst är den kuperad. Terrängen runt Amboy sluttar brant österut. Närmaste större samhälle är Embalse, 15,9 kilometer öster om Amboy.
Trakten runt Amboy består i huvudsak av gräsmarker. Runt Amboy är det glesbefolkat, med 10 invånare per kvadratkilometer.